# Tatiana Werner
Pour les articles homonymes, voir Werner.
Tatiana Werner est une actrice, scénariste, metteuse en scène française.

## Biographie
Tatiana a co-écrit pour le téléfilm Coup de foudre à Jaipur sorti en 2016 sur TF1. La même année, elle joue le rôle de la maman de Georges dans Bang Gang d'Eva Husson. En 2017, elle interprète Marie dans Coup de foudre à Noël.

## Filmographie

### Cinéma
- 2016 : Bang Gang d'Eva Husson[2] : La mère de George
- 2018 : Les Filles du soleil d'Eva Husson

### Télévision
- 2005-2011: Le Comité de la Claque
- 2014-2016 : Ma pire angoisse[4] : Marion
- 2015 : Boulevard du Palais (épisode 55) :
- 2016 : Les Beaux Malaises d' Éric Lavaine
- 2017 : Coup de foudre à Noël : Marie
- 2018 : Coup de foudre à Bora Bora :
- 2018 : Nina de Jérôme Porthéault : Arielle

### Doublage
- 2015 : Objectivement (création de voix)
- 2024 : La Rivière à l'envers : Luce (création de voix)

### Scénariste
- 2012 : Pause emploi[5]
- 2016 : Coup de foudre à Jaipur[6]

## Théâtre

### Metteuse en scène
- JULIE VICTOR fait ce qu'elle veut